# العلاقات الفانواتية الكازاخستانية
العلاقات الفانواتية الكازاخستانية هي العلاقات الثنائية التي تجمع بين فانواتو وكازاخستان.

## مقارنة بين البلدين
هذه مقارنة عامة ومرجعية للدولتين:
| وجه المقارنة                                              | فانواتو                                  | كازاخستان                      |
| --------------------------------------------------------- | ---------------------------------------- | ------------------------------ |
| المساحة (كم2)                                             | 12.19 ألف                                | 2.72 مليون                     |
| عدد السكان (نسمة)                                         | 276.24 ألف                               | 17.95 مليون                    |
| الكثافة السكانية (ن./كم²)                                 | 22.66                                    | 6.6                            |
| العاصمة                                                   | بورت فيلا                                | نور سلطان                      |
| اللغة الرسمية                                             | اللغة البسلاما، لغة فرنسية، لغة إنجليزية | اللغة القازاقية، اللغة الروسية |
| العملة                                                    | فاتو فانواتي                             | تينغ كازاخستاني                |
| الناتج المحلي الإجمالي (بليون دولار)                      | 862.88 مليون                             | 159.41 مليار                   |
| الناتج المحلي الإجمالي (تعادل القوة الشرائية) بليون دولار | 790.76 مليون                             | 439.39 مليار                   |
| الناتج المحلي الإجمالي الاسمي للفرد دولار أمريكي          | 2.81 ألف                                 | 10.51 ألف                      |
| الناتج المحلي الإجمالي للفرد دولار أمريكي                 | 3.03 ألف                                 | 24.23 ألف                      |
| مؤشر التنمية البشرية                                      | 0.594                                    | 0.788                          |
| رمز المكالمات الدولي                                      | +678                                     | +7                             |
| رمز الإنترنت                                              | .vu                                      | .kz، .қаз ‏                     |
| المنطقة الزمنية                                           | ت ع م+11:00                              | ت ع م+05:00، ت ع م+06:00       |

## منظمات دولية مشتركة
يشترك البلدان في عضوية مجموعة من المنظمات الدولية، منها:
| علم المنظمة | اسم المنظمة                        | تاريخ انضمام فانواتو | تاريخ انضمام كازاخستان |
| ----------- | ---------------------------------- | -------------------- | ---------------------- |
|             | يونسكو                             | 10 فبراير 1994       | 22 مايو 1992           |
|             | مؤسسة التمويل الدولية              | 28 سبتمبر 1981       | 30 سبتمبر 1993         |
|             | بنك التنمية الآسيوي                | 1981                 | 1994                   |
|             | منظمة حظر الأسلحة الكيميائية       | ?                    | ?                      |
|             | مؤسسة التنمية الدولية              | 28 سبتمبر 1981       | 23 يوليو 1992          |
|             | وكالة ضمان الاستثمار متعدد الأطراف | 27 يوليو 1988        | 12 أغسطس 1993          |
|             | الاتحاد البريدي العالمي            | ?                    | ?                      |
|             | الاتحاد الدولي للاتصالات           | 30 مارس 1988         | 23 فبراير 1993         |
|             | الأمم المتحدة                      | 15 سبتمبر 1981       | 2 مارس 1992            |
|             | البنك الدولي للإنشاء والتعمير      | 28 سبتمبر 1981       | 23 يوليو 1992          |

## وصلات خارجية
- موقع وزارة الخارجية الكازاخستانية